# Passage des Panoramas
A Passage des Panoramas egy fedett bevásárlóutca Párizs II. kerületében. Az átjárót északon a Boulevard Montmartre, délen pedig a Rue Saint-Marc határolja. Ez a francia főváros egyik fő filatéliai helyszíne. A 133 méter hosszú és 3,2 méter széles passzázs a város egyik legidősebb fedett utcája, számos európai bevásárlóutcának szolgált mintául.

## Fekvése és megközelítése
A passzázs északi bejárata a Boulevard Montmartre 11. és 13. szám között, déli bejárata pedig a Rue Saint-Marc 10. szám alatt található. A Boulevard Montmartre-on vele átellenben van a Passage Jouffroy. Az utca felénél a Galerie des Variétés passzázs, majd délebbre a Galerie Montmartre keresztezi. Vele párhuzamosan fut a Galerie Feydeau és a Galerie Saint-Marc. Utóbbival szemben található a Rue Saint-Marc-ra merőleges kis utca, a Rue des Panoramas.
A bevásárlóutcához legközelebbi metróállomások a Grands Boulevards és a Richelieu – Drouot, amelyeket a 8-as és a 9-es vonalak érintik. 
A közeli Grands Boulevards és Richelieu – Drouot buszmegállókba a 20-as, 39-es, 48-as, 67-es, 74-es és 85-ös buszokkal lehet eljutni.

## Neve
Neve onnan ered, hogy ezen a helyen állt a 19. század folyamán két rotonda, amelyekben körképeket (panorámákat) tekinthettek meg az érdeklődők.

## Története

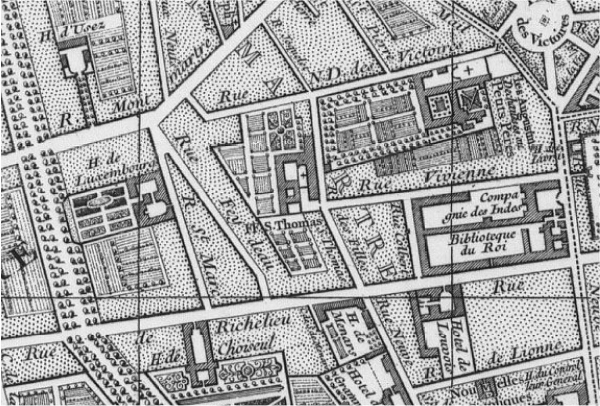
A környék egy 1762 előtti térképen (balra a Montmorency-Luxembourg palota)

A 18. század végi és 19. század eleji Párizsban a bevásárlás egyfajta kellemetlenségnek számított, ugyanis az utcák sötétek, sárosak és zsúfoltak voltak, ezért a fedett bevásárlóutcák újdonságnak számítottak és népszerűek voltak. Az első ilyen jellegű bevásárlóutca 1786-ban nyílt meg a Palais Royal-nál, ezt 1790-1791-ben a Passage Feydau, majd a Passage du Caire követte 1798-ban.
Az amerikai feltaláló, Robert Fulton 1797-ben érkezett Párizsba, hogy Napóleonnak és a francia direktóriumnak felajánlja különböző találmányait (gőzhajó, tengeralattjáró, torpedó). Emellett szabadalomlevelet szerzett Robert Baker angol feltaláló körpanorámáinak importjára, és felépített egy rotundát a Boulevard des Capucines-en. 1799 augusztusában került bemutatásra az első körkép az országban, amely Párizst ábrázolta a Tuileriákból nézve. Emellett Toulon, Róma, Jeruzsálem és más híres nagyvárosok panorámáit is meg lehetett tekinteni.
James William Thayer amerikai hajótulajdonos egyik hajóját lefoglalták Toulon ostrománál. Ezért Franciaországba utazott, hogy kárpótlást kérjen. Fizetségét asszignátában kapta meg, amivel nem tudott mit kezdeni, ezért kénytelen volt helyben befektetni: 1800 áprilisában feleségével, Henriette Beckkel megvásárolták Fultontól a körpanorámák jogait, illetve az 1704-ben Lassurance tervei alapján épített Montmorency-Luxembourg palotát. Ennek kertjében egy 14 méter átmérőjű rotundát építettek. Az első körképet Pierre Prévost és Constant Bourgeois készítették, és ez Toulon 1793-as brit evakuálását ábrázolta. Később egy második rotunda is épült, és a két építmény között került kialakításra a passzázs.
1806-ban megkezdődött a rotundák mellett a Théâtre des Variétés építése, majd 1807. június 24-én a felavatására is sor került. A kialakított fedett utcában üzletek sora és egy csigalépcsőn keresztül elérhető emelet várta a vásárlókat. A Passage des Panoramas egyik újítása a sok fényt beengedő üveges tetőszerkezet és 1816-ban a Philippe Lebon-féle gázlámpás világítás bevezetése volt. 1806-ban a Susse család egy irodaszer boltot nyitott a 7. szám alatt, mellyel 1816-ban tovább terjeszkedtek a 8. szám alá, és kibővítették a kínálatot is. A családi vállalat többek között öntődét és műkereskedést is működtetett és fényképezőgépgyártással is foglalkozott. 1844-ben boltjukat elköltöztették az utcából.
Az 1830-as évek elején nagy átépítések kezdődtek, 1831-ben a rotondákat lebontották, meghosszabbították a Rue Vivienne-t a Boulevard Montmartre-ig, részben lebontották a palotát és a passzázst is átalakították. 1834-ben Jean-Louis Victor Grisart felújította az utcát és kiegészítette a szomszédos galériákkal. Így jöttek létre a párhuzamosan futó Galerie Saint-Marc, a Galerie des Variétés, amelyről a varietészínház művészbejárója is nyílt, a Galerie Feydeau és a Galerie Montmartre bevásárlóutcák. A Rue Saint-Marc felőli bejárat korábban a Rue des Panoramas-al szemben, a mai Galerie Feydeau bejáratánál volt.
Az 1820-as évek elején a passzázsban megnyílt Louis Comte bűvész színháza. Ezt 1826-ban a hatóságok tűzveszélyesség miatt bezáratták.
Az 1860-as évektől itt működött  Rodolphe Julian francia festő festészeti és szobrászati magániskolája, a Julian Akadémia, ahol több magyar festőművész is tanult.
A 19. századi szobrász, Jean-Pierre Dantan a korszak neves személyiségeiről (köztük: Talleyrand, Lajos Fülöp, Beethoven, Paganini, Liszt, Victor Hugo, Balzac) mintázott karikaturisztikus szobrait állította ki a Susse bolt kirakatában (Musée Dantan).
A bevásárlóutca 1974. július 7. óta műemléki védelem alatt áll.
A 20. század során a déli oldalon több átalakítást és felújítást is végrehajtottak.
A Passage des Panoramas szolgált mintául a budapesti Párizsi udvar számára.

## Látnivalók
Napjainkban a bevásárlóutcának elsősorban a Boulevard Montmartre felőli részén különböző díszes üzlethelyiségek és vendéglátóhelyek várják az érdeklődőket.
Az 1970-es évektől több képeslapokat és bélyegeket árusító bolt is nyílt a  helyszínen, így az utca népszerű lett a gyűjtők körében. 1997 és 1999 között Panoramas en fête néven filatéliai ünnepségeket is rendeztek, ezekre az alkalmakra korlátozott számú emlékkiadványok is készültek.
Itt működött az egykori Graveur Stern levélpapír-készítő, dombornyomó amelynek történelmi műemlékként nyilvántartott helyiségében jelenleg a Caffé Stern étterem üzemel.
Az 57. szám alatt volt a 19. századi híres csokoládékészítő, Marquis helyisége, amelyet kazettás mennyezet, faragott faoszlopos bejárat és tükördíszek tesznek látványossá.

## A kultúrában
A Carnavalet Múzeumban őrzik Georges Cain akvarelljét, amely a passzázst ábrázolja a konzulátus ideje alatt. Émile Zola Nana című regényének 7. fejezetében részletesen leírja a bevásárlóutca 1867-es állapotát. Anne Cuneo 1978-as regénye a Passage des Panoramas címet viseli.

„Csupa ragyogás, fényáradat a visszavert sugaraktól világos üvegek alatt; fehér golyók, piros lámpák, kék transzparensek, gázlángok sorai, lámpákból kirakott órák, óriási legyezők csillogtak-villogtak a szabadban; a kirakatok tarkabarkasága, az ékszerek aranya, a cukrászok kristálytálai, a divatárusok fényes selyemkelméi a reflektorok vakító fényözönében lobogtak a tiszta üvegek mögött, míg távol, egy roppant bíborszínű kesztyű meredt ki a mázolt cégtáblák tömkelegéből, s olyan volt, mint valami levágott, vérző kéz, melyet egy sárga kézelővel odaerősítettek.”

– Émile Zola: Nana

## Galéria

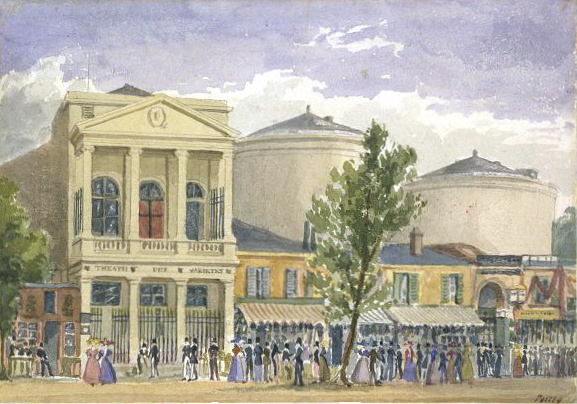
A Théâtre des Variétés (balra) és James W. Thayer körképei a passzázs bejáratánál (jobbra)
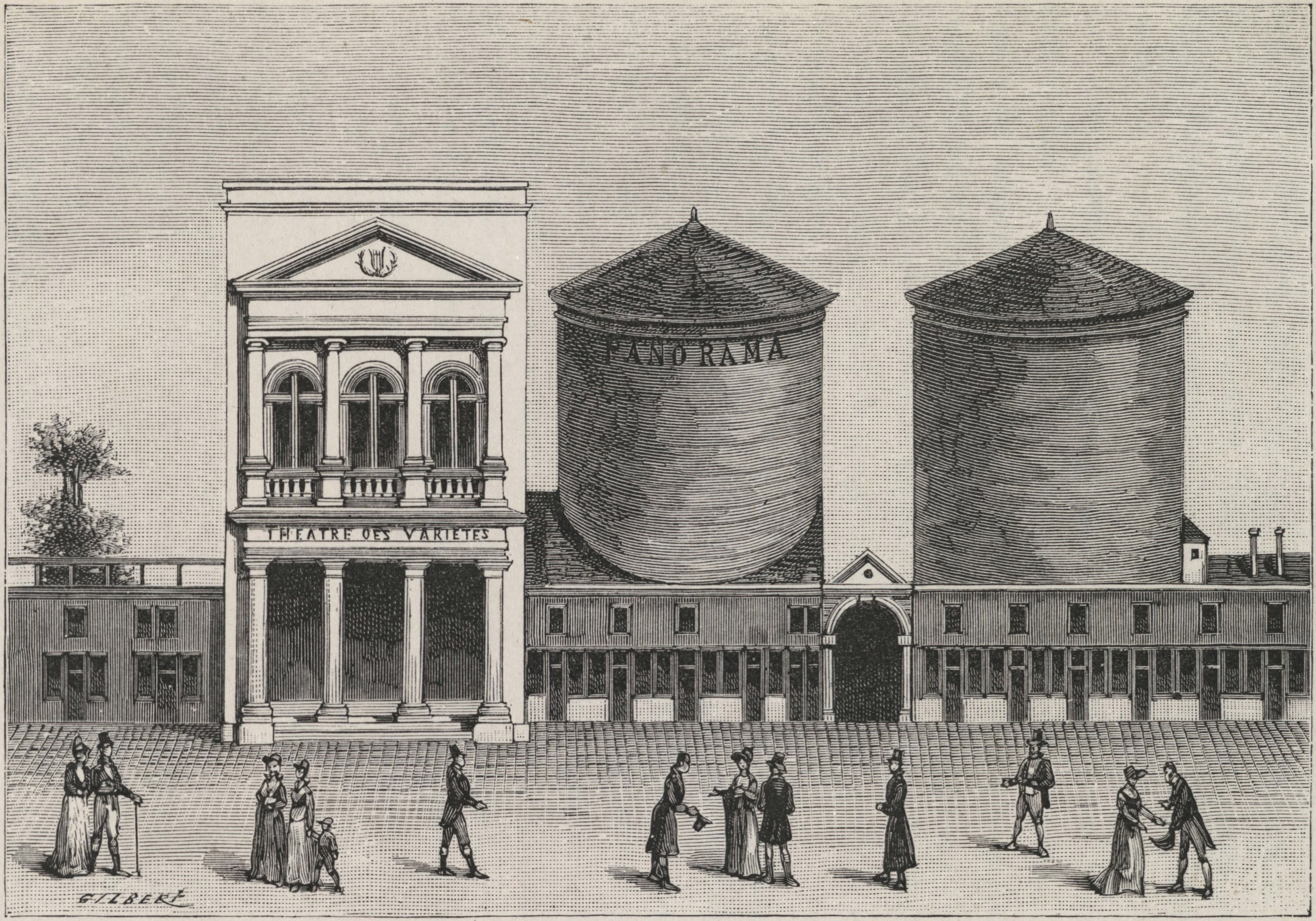
Párizs első körpanorámáinak kupolái 1802-ben (a La Nature folyóirat ábrázolása)
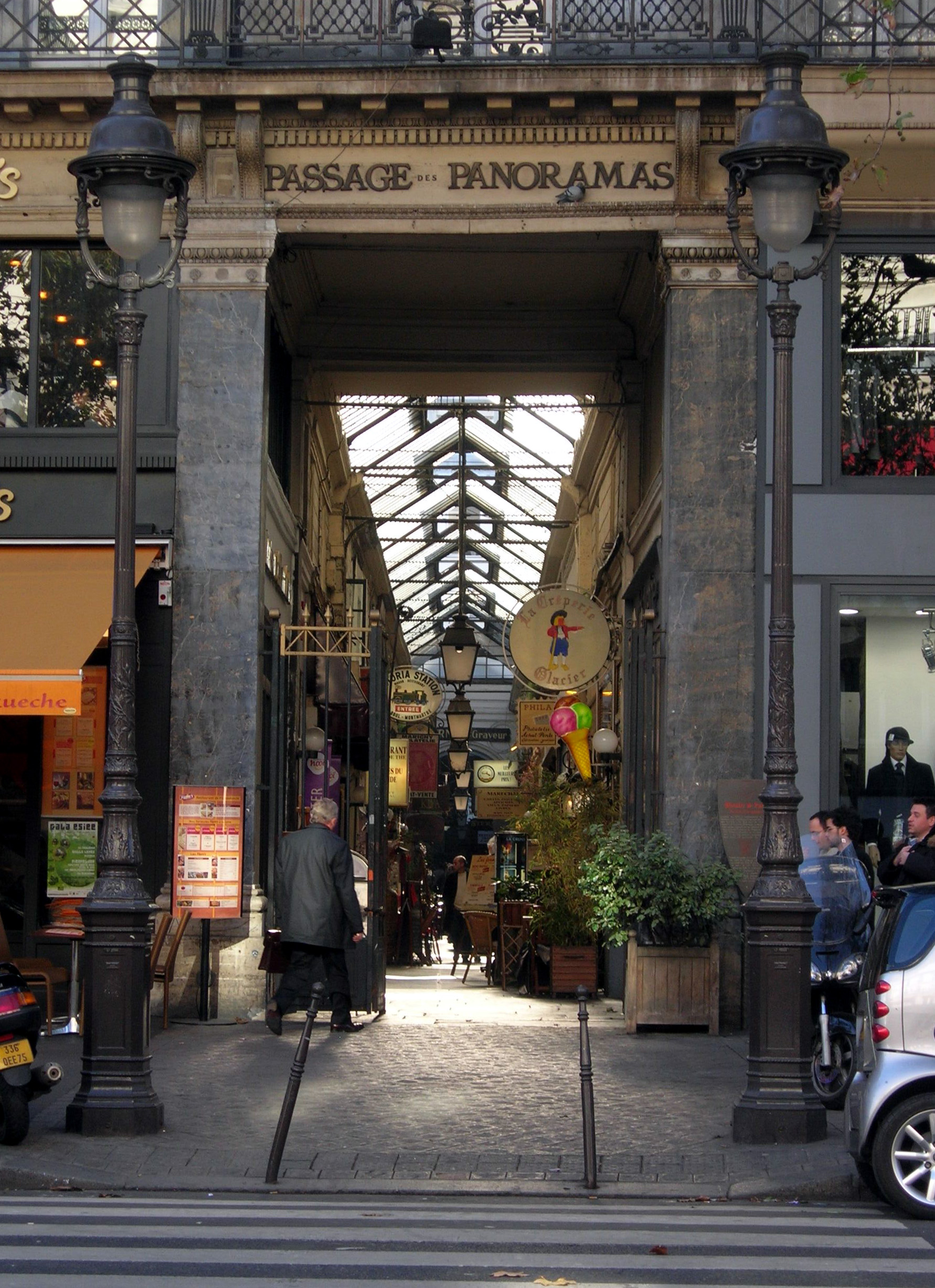
Az utca Boulevard Montmartre felőli bejárata
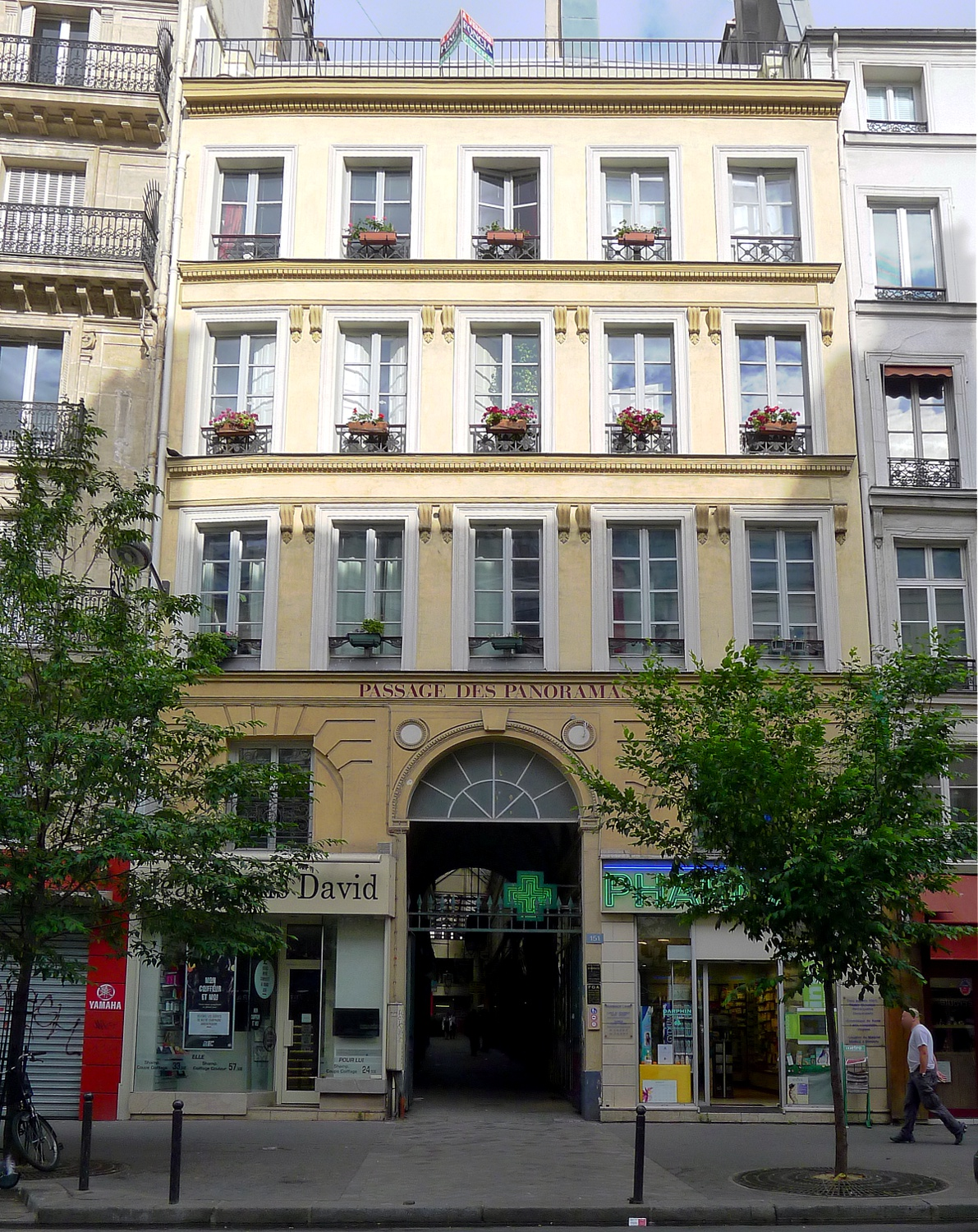
A Galerie Montmartre bejárata „Passage des Panoramas” felirattal a Rue Montmartre-on
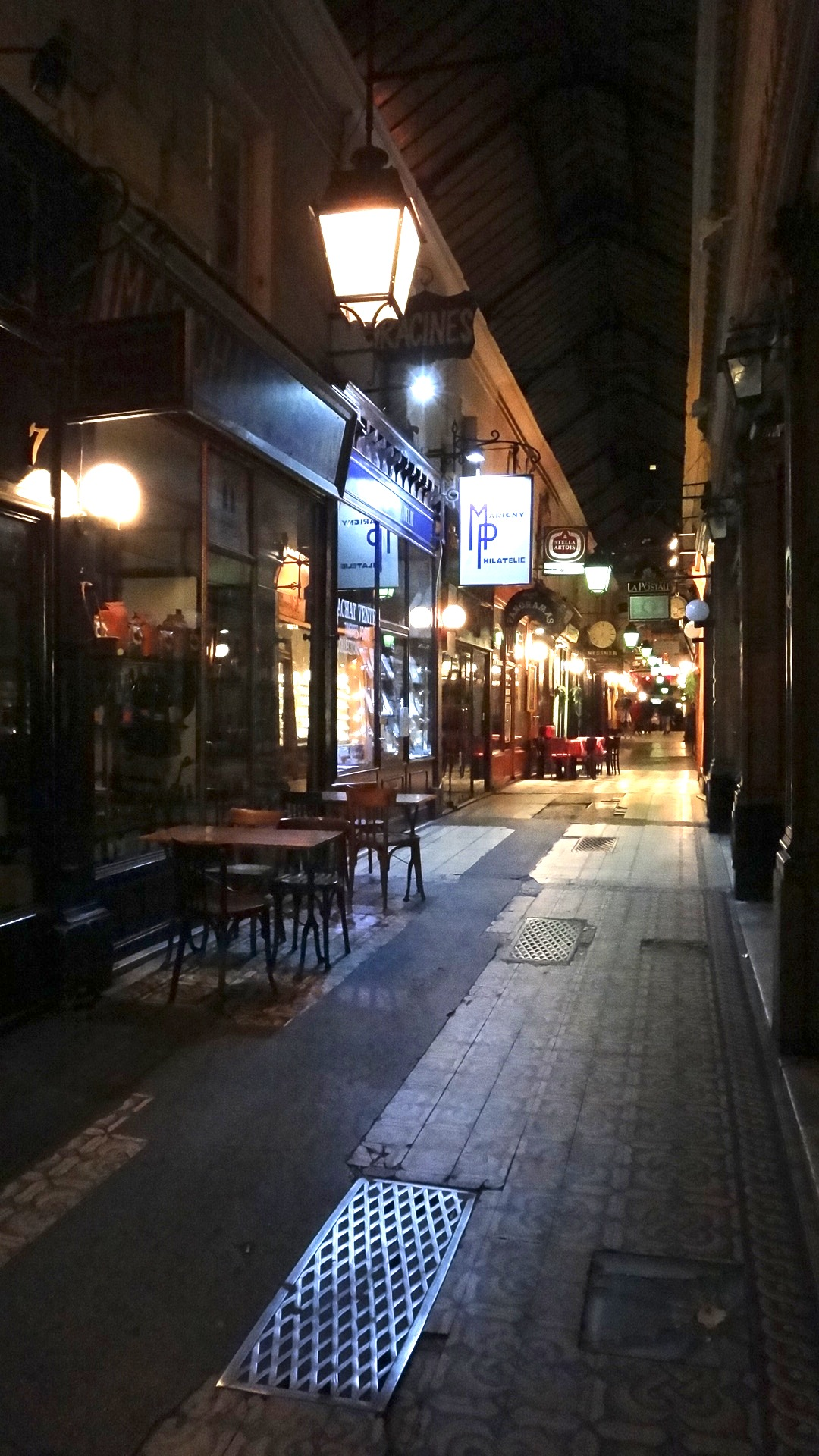
A passzázs este
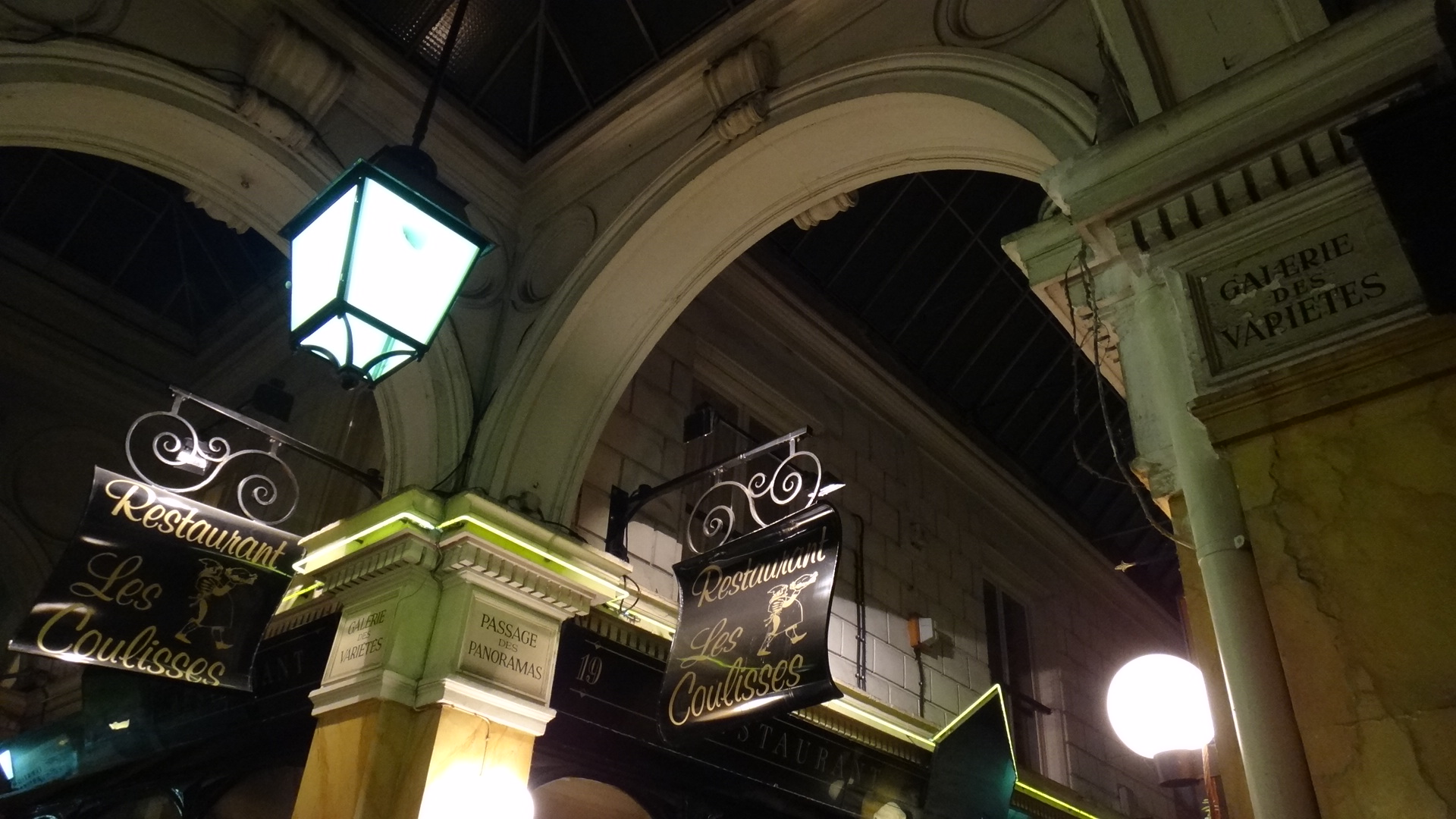
A passzázs és a Galerie des Variétés kereszteződésének boltívei
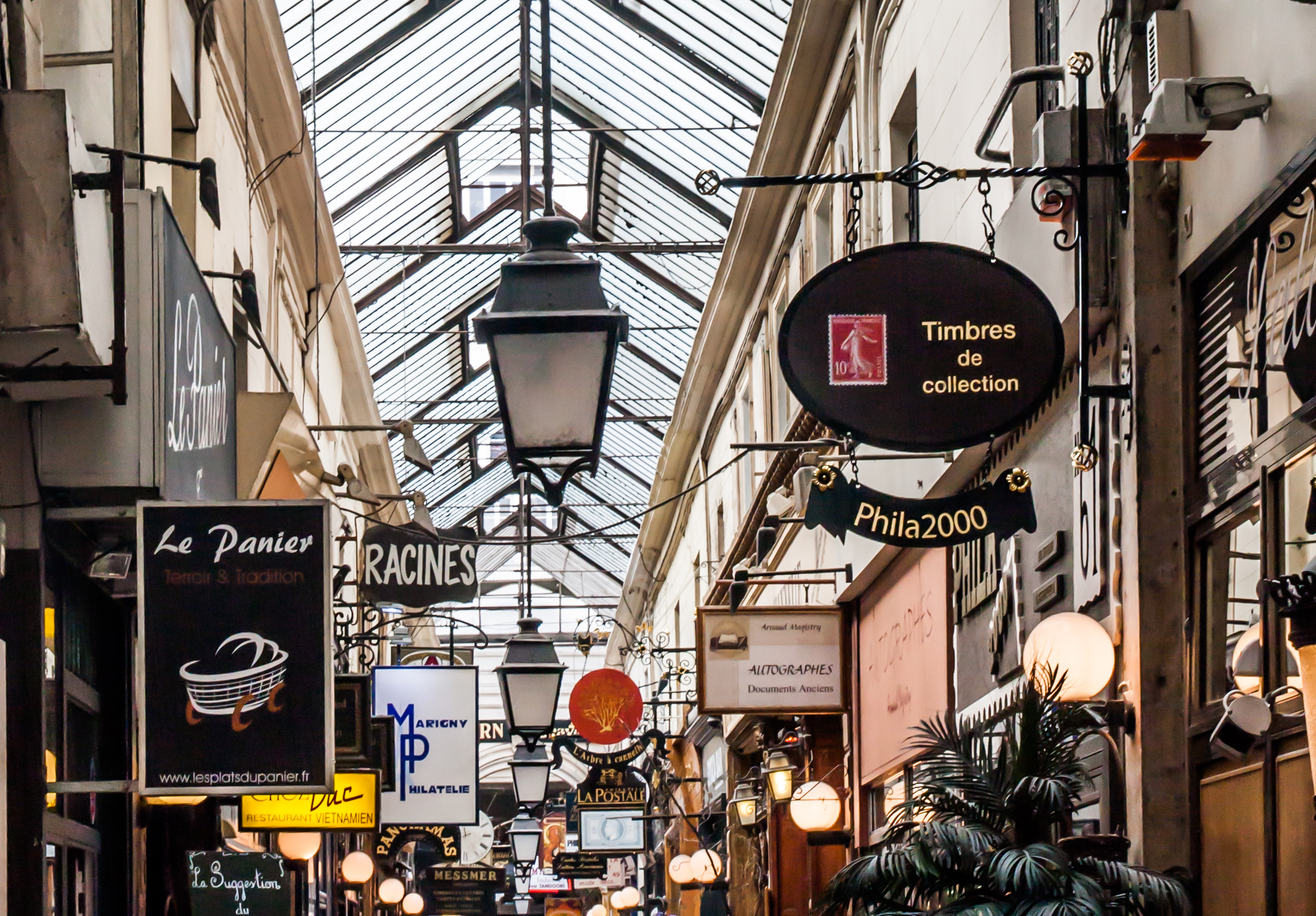
A mennyezet
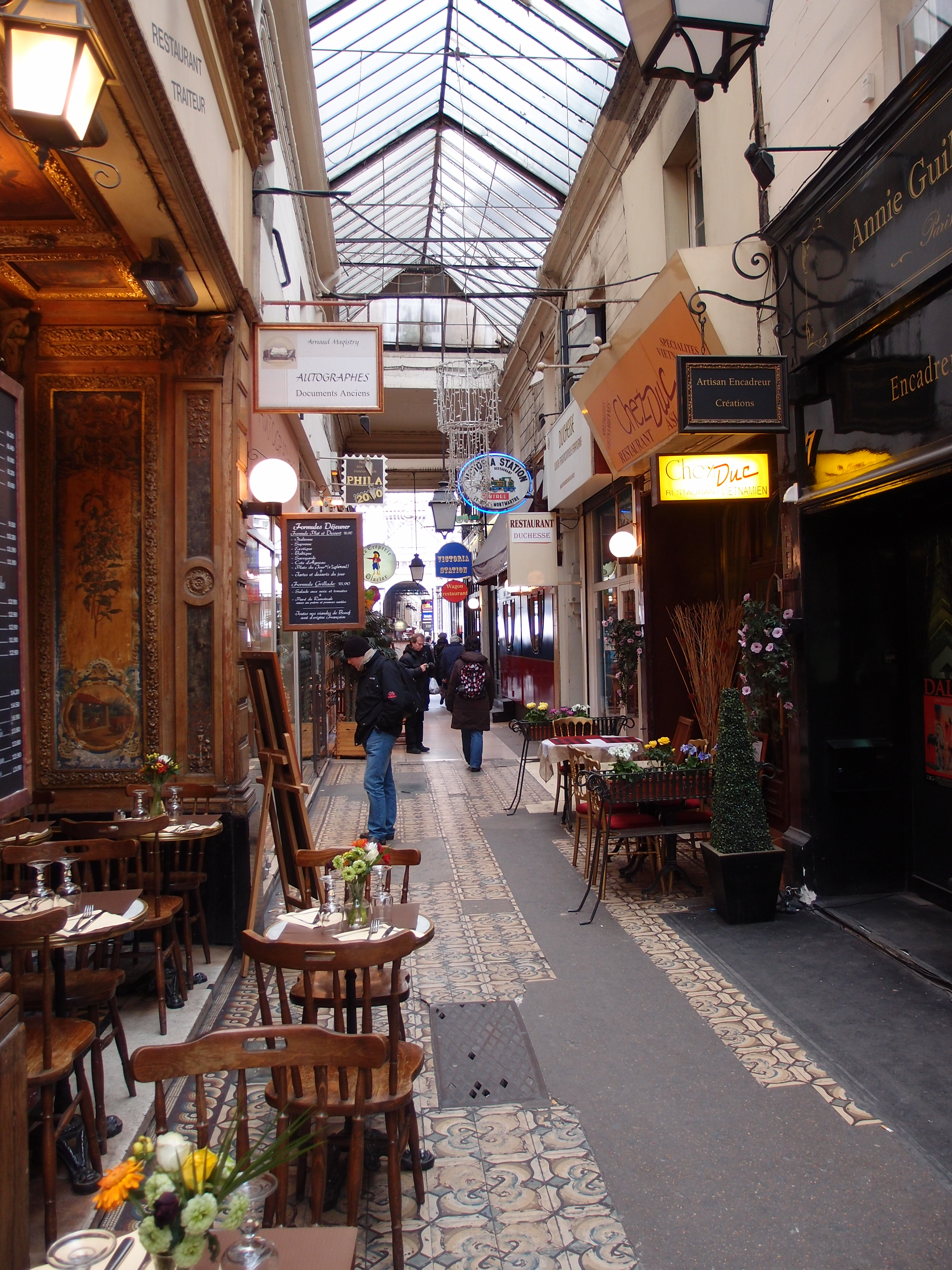
A passzázs 2013-ban
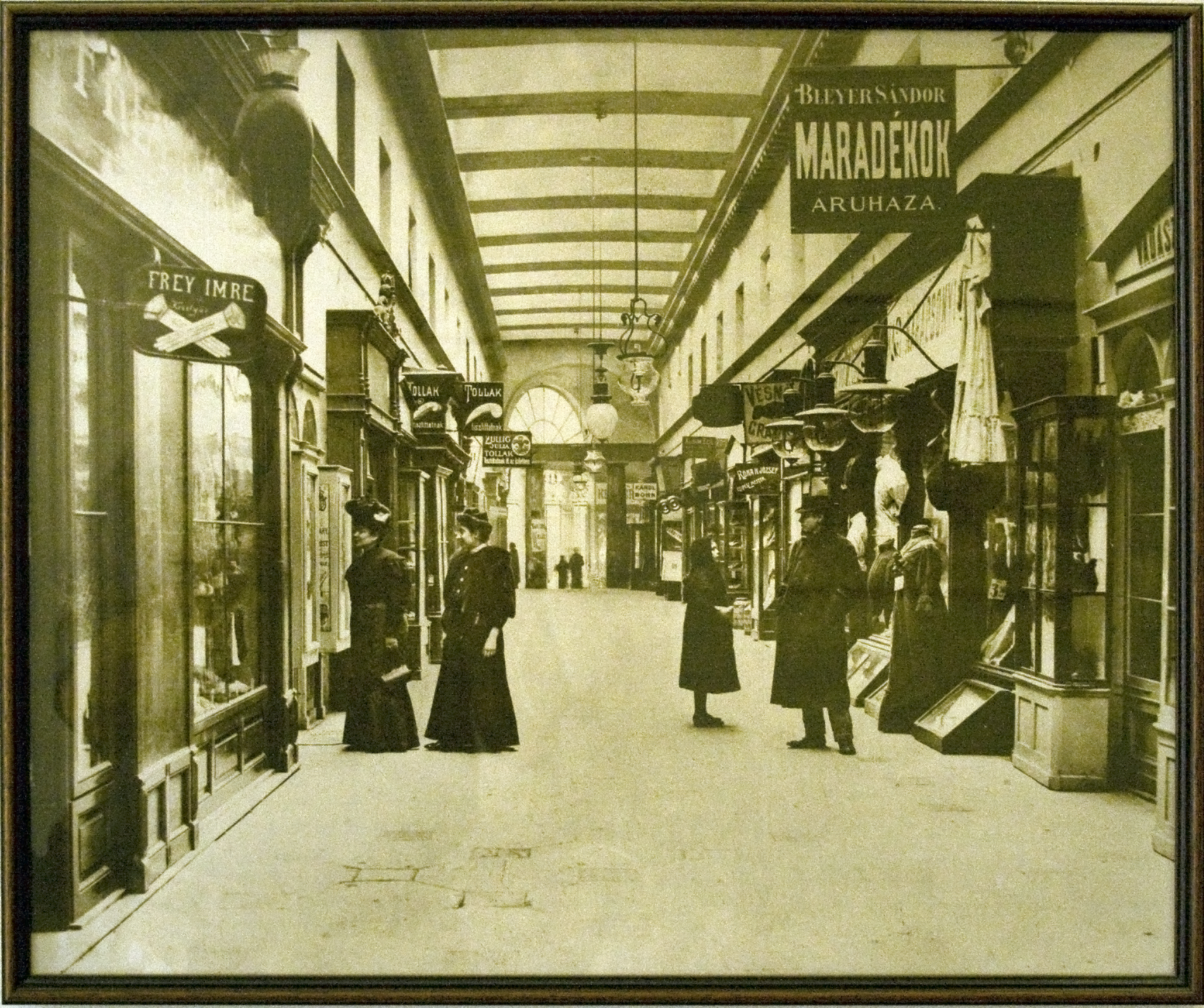
A budapesti Párizsi udvar egykori képe